# Jad Khalil
Jad Khalil (in arabo جاد خليل‎?; Zouk Mikael, 20 novembre 1996) è un cestista libanese.

## Carriera
Cresciuto nel settore giovanile della società sportiva del Champville SC, Khalil ha fatto il suo esordio da professionista proprio con la casacca dei bianco-blu nella stagione 2013-2014 della Lebanese Basketball League, collezionando 19 presenze al termine della sua prima annata; rimane nella squadra anche per la stagione successiva, collezionando però solo 10 presenze.
Nel 2015 si trasferisce al Tadamon Zouk dove rimane per due stagioni collezionando 52 presenze con il club, per poi trasferirsi, in vista della stagione 2017-2018 della Lebanese Basketball League, presso l'Al Mouttahed Tripoli.
Nell'estate 2020 lascia il Libano per firmare con la squadra serba del KK Kolubara LA 2003, con la quale colleziona 27 presenze nella  Košarkaška liga Srbije 2020-2021, il massimo campionato nazionale della Serbia.
L'annata successiva fece il suo ritorno in Libano firmando con il Dynamo Lebanon Club, dove rimane per tutta la stagione 2021-2022 che concluse con una media di 12 punti, 4 rimbalzi e 5 assist a partita, in 21 partite. Ma nell'estate 2023 ha poi fatto il suo ritorno in Serbia, firmando con lo KK Sloga, squadra con coi ha disputato la prima parte della Košarkaška liga Srbije 2022-2023 e con cui ha collezionato anche 6 presenze nella ABA 2 Liga 2022-2023.
Il 19 gennaio 2023 è stato annunciato il suo ritorno al Dynamo Lebanon Club, con cui ha disputato la seconda parte della stagione 2022-2023 della Lebanese Basketball League
Il 9 ottobre 2023 Khalil ha firmato con la squadra dell'Homenetmen, disputando l'intera stagione 2023-2024 della Lebanese Basketball League con la canotta arancio-blu.
Jad Khalil dal giugno 2024 gioca per il Sagesse, squadra sempre della LBL, con cui ha firmato un contratto fino al termine della stagione 2026.
Con la casacca della nazionale del Libano ha contribuito alla vittoria della Coppa delle Nazioni Arabe, ed inoltre Khalil ha anche fatto parte del roster che ha preso parte al Campionato del mondo 2023.

## Palmarès

### Nazionale
- Arab Basketball Championship: 
 Dubai 2022